# Piotr Giza
Piotr Grzegorz Giza (ur. 28 lutego 1980 w Krakowie) – polski piłkarz grający na pozycji pomocnika, reprezentant Polski, trener.

## Kariera klubowa
Zawodnik swoją karierę rozpoczynał w sezonie 1998/1999 występując w zespole Kabel Kraków. Dwa lata później przeniósł się do Świtu Krzeszowice. Przed sezonem 2002/2003 przeniósł się do Cracovii. W polskiej ekstraklasie zadebiutował 30 lipca 2004 w spotkaniu Cracovii z Zagłębiem Lubin.
Od sezonu 2007/2008 miał występować w Rapidzie Bukareszt, lecz transfer nie doszedł do skutku z przyczyn rodzinnych. W zamian został wypożyczony do Legii Warszawa. Odejście z Cracovii było podyktowane m.in. napiętymi stosunkami z trenerem Stefanem Majewskim. Po zakończeniu okresu wypożyczenia do stołecznej drużyny, 29 maja 2008 zawodnik został wykupiony przez warszawski klub, z którym podpisał trzyletni kontrakt. 1 października 2010 rozwiązał umowę z Legią. W rundzie wiosennej występował w Cracovii. Na pierwszoligowych boiskach rozegrał łącznie 150 spotkań (84 w barwach Cracovii, 65 w barwach Legii Warszawa), w których strzelił 24 bramki.
W styczniu 2012 przeniósł się do szóstoligowego Jubilata Izdebnik. Był tam grającym trenerem. Karierę zakończył w amatorskim zespole Skawinka Skawina w 2013 roku.

## Kariera reprezentacyjna
W reprezentacji Polski zagrał w pięciu spotkaniach. 15 maja 2006 został powołany do kadry narodowej na Mistrzostwa Świata w Piłce Nożnej 2006, jednak nie wystąpił w żadnym meczu tego turnieju.
| L.p. | Data       | Miejsce                                | Rywal                        | Wynik | Rozgrywki  | Grał   | Uwagi |
| ---- | ---------- | -------------------------------------- | ---------------------------- | ----- | ---------- | ------ | ----- |
| 1.   | 27.04.2005 | Chicago, Stany Zjednoczone             | Meksyk                       | 1:1   | towarzyski | od 83' |       |
| 2.   | 16.11.2005 | Ostrowiec Świętokrzyski, Polska        | Estonia                      | 3:1   | towarzyski | do 82' |       |
| 3.   | 28.03.2006 | Rijad, Arabia Saudyjska                | Arabia Saudyjska             | 2:1   | towarzyski | od 63' |       |
| 4.   | 14.05.2006 | Wronki, Polska                         | Wyspy Owcze                  | 4:0   | towarzyski | od 64' |       |
| 5.   | 06.12.2006 | Abu Zabi, Zjednoczone Emiraty Arabskie | Zjednoczone Emiraty Arabskie | 5:2   | towarzyski | do 45' |       |

## Kariera trenerska
Od 2019 roku do 4 lipca 2022 roku był trenerem rezerw Cracovii, z którymi w pierwszym sezonie awansował z IV ligi małopolskiej do III ligi, grupy IV. Na początku 2022 roku został nagrodzony tytułem Trenera Roku w plebiscycie Małopolskiego Związku Piłki Nożnej i Gazety Wyborczej Kraków.